# Cooper Hill (Missouri)
Cooper Hill é uma área não incorporada no Condado de Osage, no Estado Americano de Missouri.

## História
Uma agência de correios chamada Cooper's Hill foi estabelecida em 1860, o nome foi mudado para Cooper Hill em 1893, e a estação de correios foi fechada em 1957. A comunidade tem o nome de JM Cooper, um dos primeiros colonos.